# Hexadella indica
Hexadella indica är en svampdjursart som beskrevs av Arthur Dendy 1905. Hexadella indica ingår i släktet Hexadella och familjen Ianthellidae.
Artens utbredningsområde är Sri Lanka. Inga underarter finns listade i Catalogue of Life.